# 競馬場前停留場
競馬場前停留場（日语：／ Keibajō-mae teiryūjō */?）是位於日本北海道函館市駒場町，屬於函館市交通局（函館市電）湯之川線的鐵路車站。

## 歷史
- 1913年（大正2年）6月29日 - 競馬場站開始營業。
- 日期不明 - 被廢除。
- 1950年（昭和25年）11月22日 - 以競馬場前站名義再次開始營業。
- 2009年（平成21年）11月18日 - 殘障人士無障礙化的工程完成。

## 車站構造
本站為擁有2個月台（側式月台）與2條電車路線（相反方向）的車站。

## 車站周邊
- 函館中央警察署駒場派出所
- 函館深堀郵政局
- 北海道道83號函館南茅部線
- 函館競馬場
- JRA體育廣場
- 函館聾人學校
- 深堀中學
- 函館巴士「競馬場前」站

## 相鄰停留場
函館市交通局（函館市電）
湯之川線
駒場車庫前（DY04）－競馬場前（DY05）－深堀町（DY06）

## 外部連結
- 車站情報 - 競馬場前（日文）